# Wolfstein
Wolfstein település Németországban, Rajna-vidék-Pfalz tartományban. Lakosainak száma 1908 fő (2023. december 31.).

## Fekvése
Rothselbergtől északra fekvő település.

## Leírása

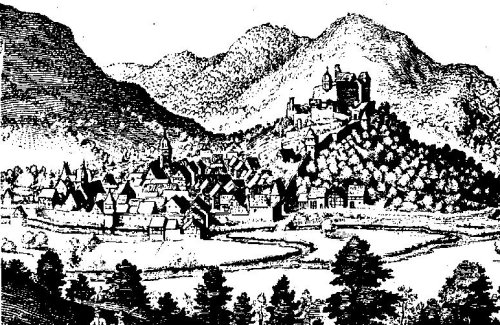

Wolfensteint 1275-ben I. Habsburg Rudolf idején alapították.
Ma kedvelt nyaralóhely.
Érdekesek itt Alt és Neuwolfstein romjai is.

## Galéria

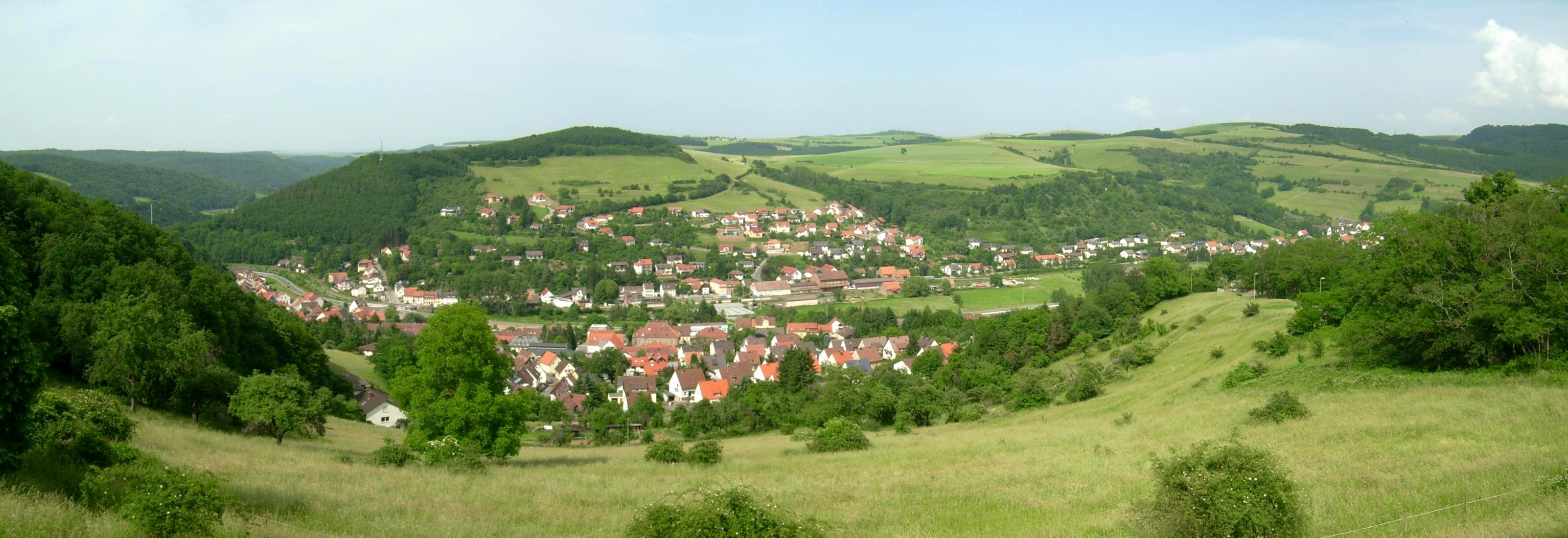
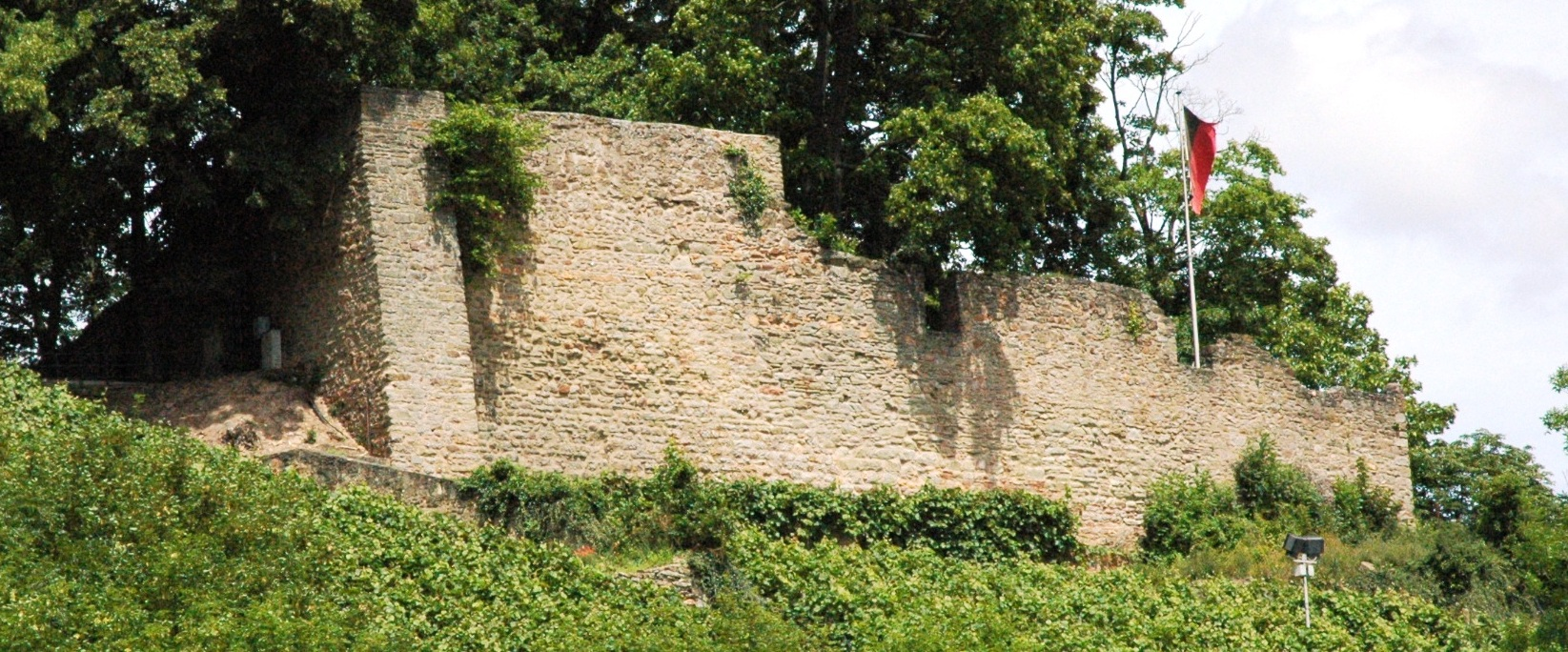
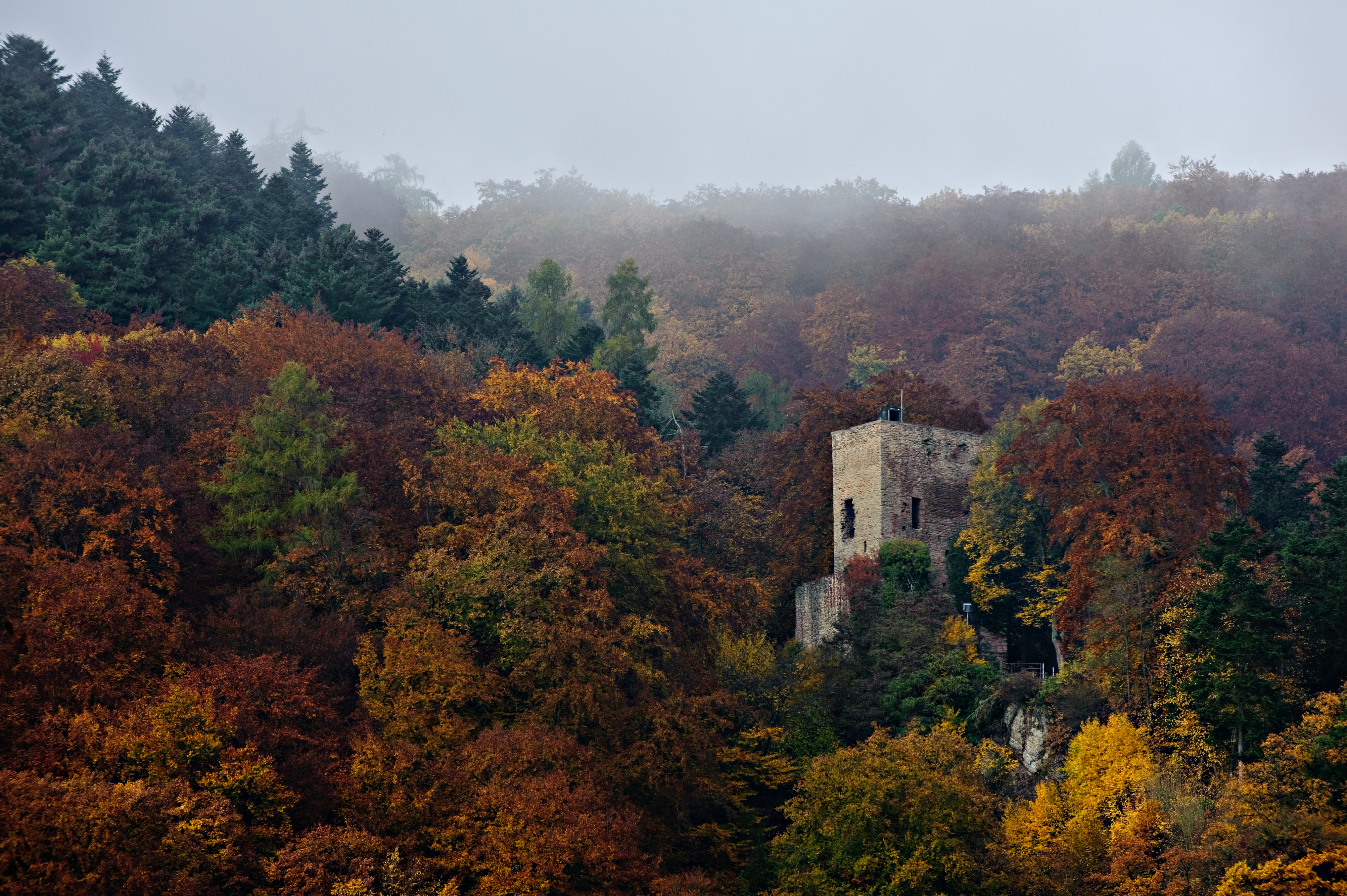
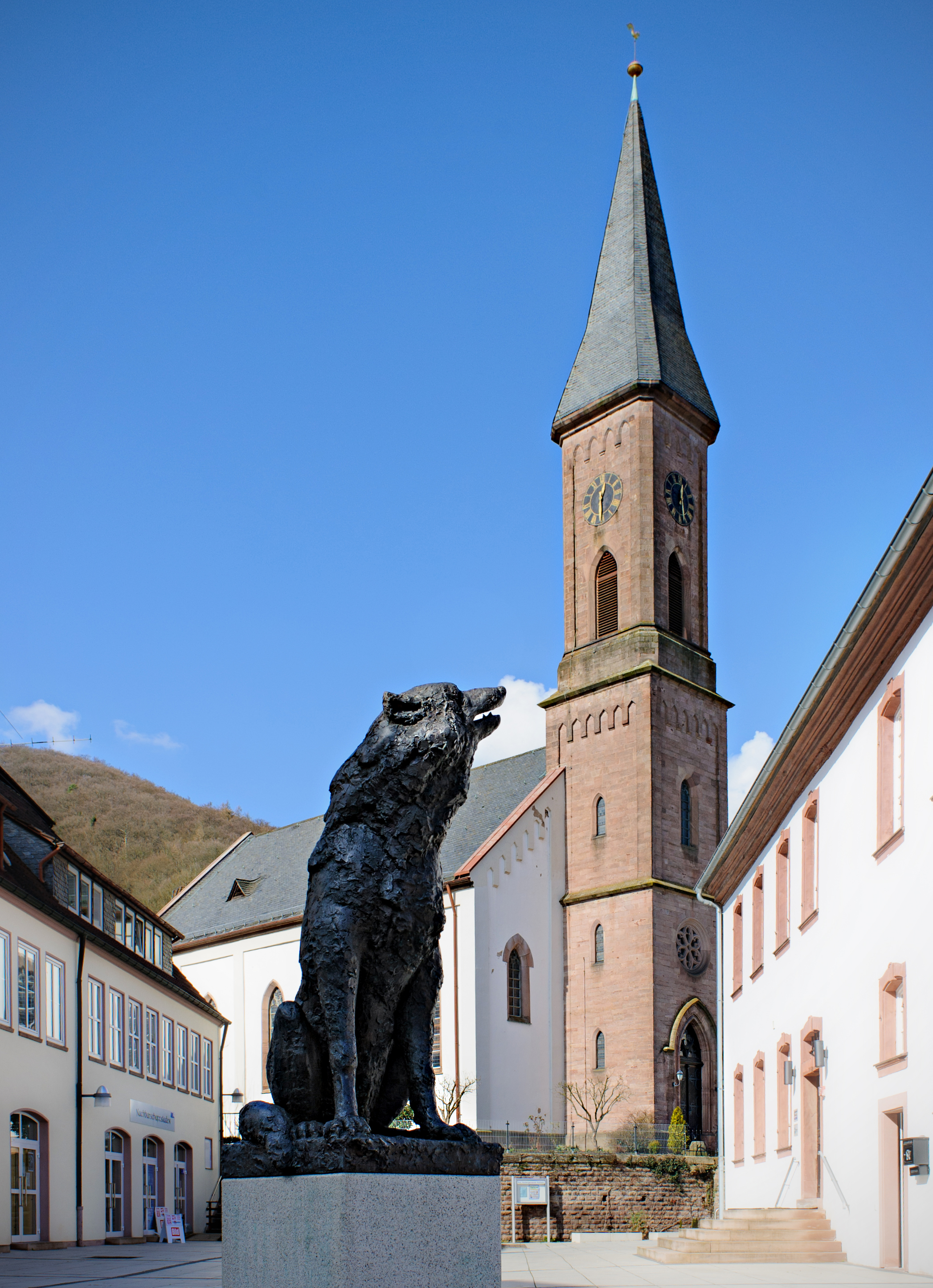
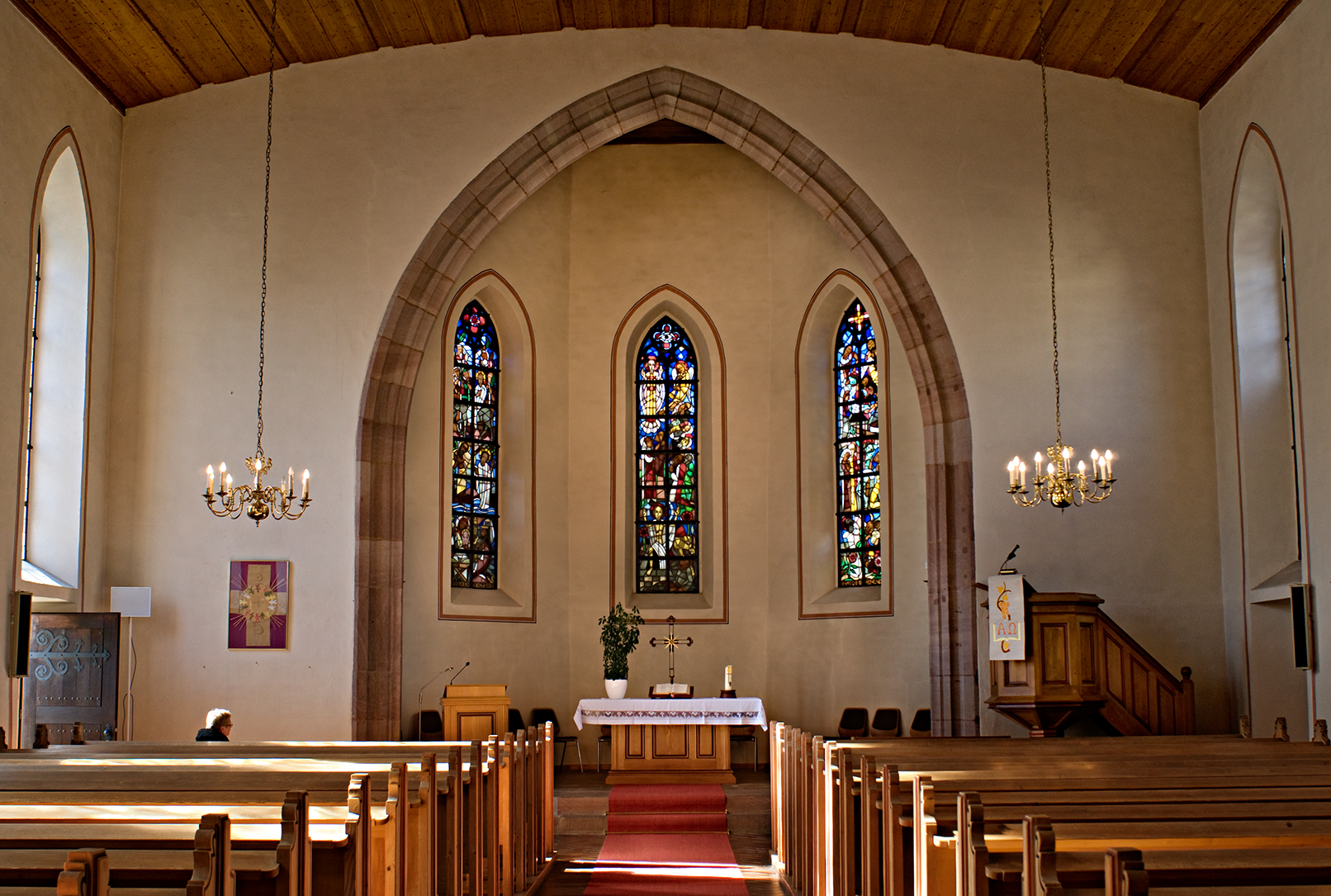
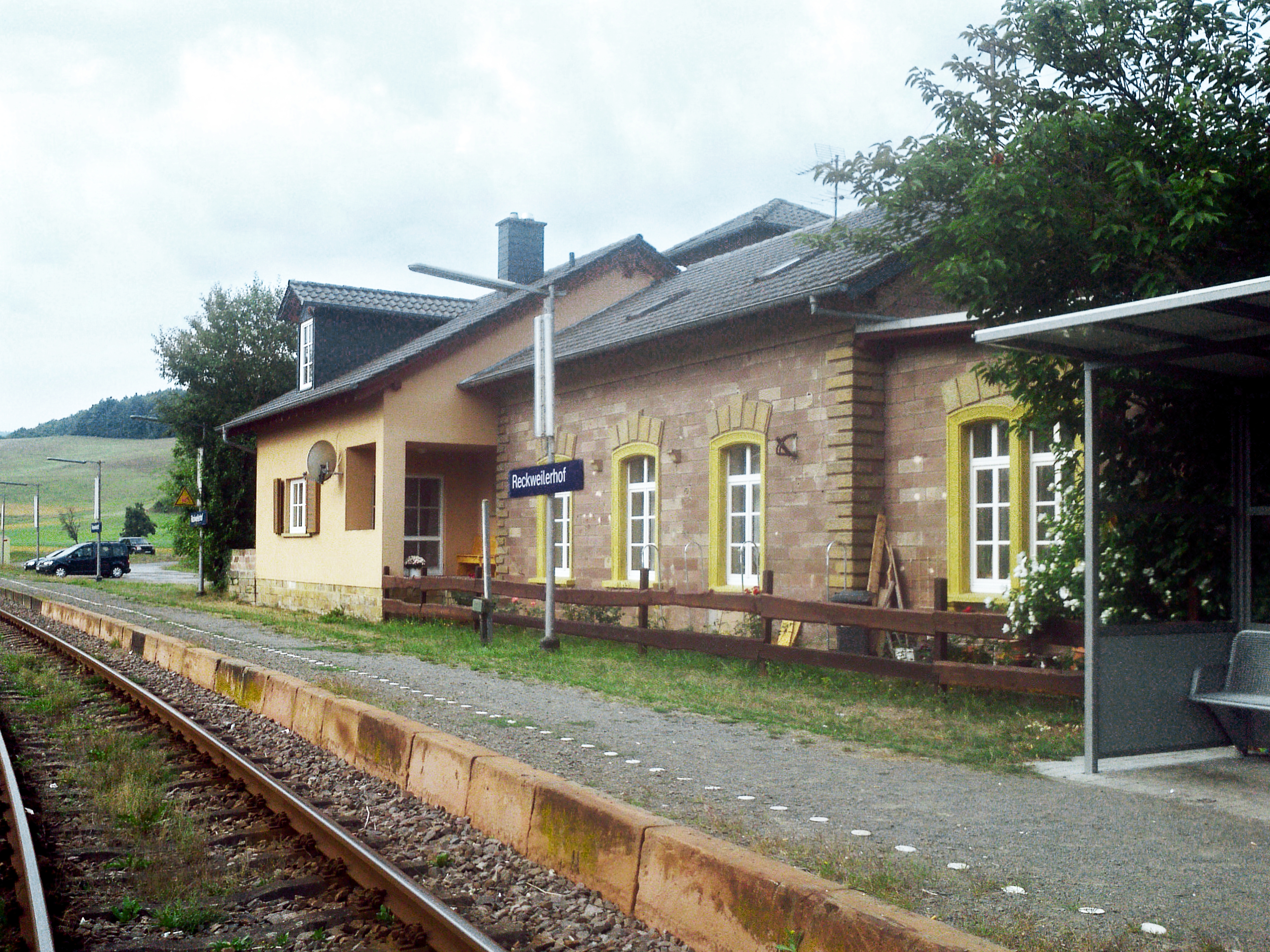